# Sari (artist)
För andra betydelser, se Sari (olika betydelser).
Sari, japanska:瑳里, oftare stavat SARI, född 15 januari 1997, är en japansk sångerska, författare av låttexter, målare och fotomodell från Tokyo-regionen.
Sari började sin karriär som originalmedlem i alt-idolgruppen NECRONOMIDOL och deltog i gruppens debut år 2014. Sari stod för ett flertal av gruppens texter. Tematiskt drog gruppen inspiration från H.P Lovecrafts verk inom Cthulhu-mytologin och dess magiska bok Necronomicon. Hennes särmärke inom gruppen var hennes ''shironuri'', vita ansiktssmink med spindel och grönfärgat hår. Inspirationen fick hon långt tidigare när hon var med i dansevent och stötte på människor med shironuri. Detta tog Sari med sig när hon som 16-åring skulle börja uppträda. Sari har, under sin tid i NECRONOMIDOL, aldrig uppträtt eller visat sig publikt utan att vara sminkad.
Vid årsskiftet 2019 lämnade hon gruppen  och avslutade därmed sin tid som japansk alt-idol. Sedan dess har Sari etablerat sig som multiartist. Sari släppte sin första singel den 1 april 2020. Hon har sedan dess bland annat släppt ett album och flera videor. Hennes solomaterial skiljer sig påtagligt från hennes tidigare verk inom  NECRONOMIDOL och kan beskrivas som urban pop. 
I november 2021 medverkade hon vid Alternativfesten på Kulturcentrum i Sandviken tillsammans med NEMLESSS och GARUDA. Under 2023 har hon genomfört ett flertal konserter i Sverige, bland annat på Patricia (Stockholm), NärCon Sommar (Linköping), ConFusion (Göteborg) och UmaObscura (Umeå).

## Diskografi
Som medlem i NECRONOMIDOL:
Studioalbum:
- Nemesis (2016)[3]
- Deathless (2017)[3]
- Voidhymn (2018)[4]

EP
- From Chaos Born (2016)[3]
- Dawn Slayer (2017)[5]
- Strange Aeons (2018)[3]

Singlar
- Ikotsu Moufubuki (2015)[6]
- Reikon Shoumetsu (2015)[3]
- Etranger (2015)[3]
- Exitum (2015)[3]

Som soloartist:
Studioalbum
- A u se (2020 på CD, 2022 på vinyl))[7]
- Ending (2023)

Singlar
- Kyusai (2020)[8]
- Sari no shitaku (2020)
- Mekakushi (2022)
- Jeopardy (2022)
- Milky Way (2022)